# Liga Suprema de Ucrania 2004-05
La Liga Suprema de Ucrania 2004-05 fue la 14.ª edición del campeonato de fútbol de máximo nivel en Ucrania. Shajtar Donetsk ganó el campeonato.

## Tabla de posiciones
|     | Equipo                | Pts | PJ | PG | PE | PP | GF | GC |
| --- | --------------------- | --- | -- | -- | -- | -- | -- | -- |
| 1.  | Shajtar Donetsk       | 80  | 30 | 26 | 2  | 2  | 63 | 19 |
| 2.  | Dinamo Kiev           | 73  | 30 | 23 | 4  | 3  | 58 | 14 |
| 3.  | Metalurg Donetsk      | 49  | 30 | 14 | 7  | 9  | 38 | 35 |
| 4.  | Dnipro Dnipropetrovsk | 48  | 30 | 13 | 9  | 8  | 38 | 34 |
| 5.  | Illichivets Mariupol  | 44  | 30 | 12 | 8  | 10 | 38 | 34 |
| 6.  | Chernomorets Odessa   | 42  | 30 | 12 | 6  | 12 | 29 | 29 |
| 7.  | Tavriya Simferopol    | 42  | 30 | 11 | 9  | 10 | 34 | 28 |
| 8.  | Volyn Lutsk           | 40  | 30 | 11 | 7  | 12 | 35 | 37 |
| 9.  | Arsenal Kiev          | 37  | 30 | 9  | 10 | 11 | 30 | 33 |
| 10. | Metalurg Zaporizhia   | 35  | 30 | 8  | 11 | 11 | 25 | 32 |
| 11. | Metalist Járkov       | 34  | 30 | 9  | 7  | 14 | 25 | 37 |
| 12. | Zakarpattia Uzhhorod  | 31  | 30 | 7  | 10 | 13 | 21 | 30 |
| 13. | Kryvbas Kryvyi Rih    | 31  | 30 | 7  | 10 | 13 | 24 | 38 |
| 14. | Vorskla Poltava       | 30  | 30 | 8  | 6  | 16 | 18 | 35 |
| 15. | Obolón Kiev           | 21  | 30 | 4  | 9  | 17 | 18 | 43 |
| 16. | Borysfen Boryspil     | 20  | 30 | 3  | 11 | 16 | 15 | 31 |

|  | Tercera ronda previa de la Liga de Campeones |
|  | Segunda ronda previa de la Liga de Campeones |
|  | Segunda ronda previa de la Copa de la UEFA   |
|  | Descenso a la Persha Liha                    |